# Desková tektonika

Obrázek ukazuje rozložení tektonických desek, jak byly zmapovány ve druhé polovině 20. století

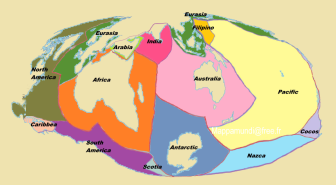
Tektonické desky (zachovalé povrchy)

Desková tektonika je komplexní vědecká teorie zabývající se dynamickým vývojem systému tektonických desek na povrchu Země v návaznosti na procesy a strukturu zemského pláště. Nejsvrchnější vrstva Země tzv. litosféra je podle této teorie rozlámána na několik částí, které se vůči sobě mohou pohybovat díky plastické astenosféře, která je pod nimi. Na tzv. středooceánských hřbetech vzniká nová oceánská kůra, stará se naopak zanořuje do zemského nitra v místech tzv. subdukcí. Kontinentální kůra je zřejmě víceméně stabilní, ale i u ní dochází ke kolizím (např. mezi Indií a Asií díky níž vznikl Himálaj). Pohyb tektonických desek je v rozmezí 0 až 100 mm/rok, jednotlivé desky se ale pohybují různými směry i rychlostmi. Desková tektonika je také velmi účinný proces pro chladnutí planety, což umožňuje generování silného geomagnetického pole kolem Země – žádný jiný objekt (s možnou výjimkou ledových měsíců) ve Sluneční soustavě známky deskové tektoniky dnes nevykazuje. U Země patrně započal před 3 miliardami let, ale možná i dříve. Ke změně došlo asi před 2,5 miliardou let, ale možná došlo k postupnému vývoji desek. Proces se vyvíjel postupně a neobjevil se náhle. Navíc se patrně podstatně nezměnil.
Teorie vznikla rozšířením staršího konceptu kontinentálního driftu, který byl vyvinut v prvním desetiletí 20. století německým geologem Alfredem Wegenerem, a rozšiřování oceánského dna navrženým v 60. letech 20. století. V současnosti se předpokládá, že se na Zemi nachází 7 či 9 velkých tektonických desek (v závislosti na tom, jak jsou definovány) a mnoho menších desek. V závislosti na
jejich vzájemném pohybu se rozlišují rozhraní konvergentní (kolizní), divergentní (rozestupující se) a transformní (posunující se). Doprovodnými jevy pohybů desek je vznik zemětřesení, vulkanické činnosti, vznik horstev a hlubokomořských příkopů.
Tektonické desky se mohou pohybovat proto, že zemská litosféra má vyšší pevnost a nižší hustotu než spodnější astenosféra. Jejich pohyb je způsobován výstupem teplejšího materiálu v plášti. Rozdíly v hustotě v plášti vedou k plášťové konvekci, která se projevuje v pohybu tektonických desek jako kombinace tahu, sestupného nasávání v subdukčních zónách a variace topografie a hustoty kůry, což vede k rozdílům gravitační síly působící na Zemi. Poměr jednotlivých sil působících na desku je zatím neznámý a je předmětem vědeckých debat.

## Vývoj teorie

Detailní mapa ukazující tektonické desky společně s jejich vektorem pohybu

Ke konci 19. a na začátku 20. století geologové předpokládali, že hlavní útvary na Zemi jsou pozičně statické a že většina geologických těles, jako například horská pásma, mohou být vysvětlena vertikálním pohybem kůry. Tento pohled je znám pod názvem geosynklinální teorie. Již v roce 1596 bylo pozorováno, že proti sobě ležící pobřeží kontinentů v Atlantském oceánu, respektive viditelné okraje kontinentů, mají podobný tvar a zdálo se, že jednou musely být spolu spojeny. Od té doby bylo navrženo mnoho teorií, které se snažily vysvětlit toto spojení kontinentů, ale předpoklad pevné Země, která se v čase nevyvijí, činil vysvětlení obtížné.
Objevení radioaktivity a s tím spojené uvolňování tepla v roce 1895 umožnilo pokusit se přesněji datovat stáří Země, jelikož před tím se pro určení stáří Země vycházelo z rychlosti chladnutí Země a předpokladu, že se Země chová jako černé těleso. Tyto výpočty vedly k tomu, že i kdyby Země začala chladnout z doruda rozžhaveného tělesa, Země by vychladla na současné teploty během několika desítek miliónů let. Vědci si tak uvědomili, že nově objevený zdroj tepla byl schopen zahřívat Zemi v průběhu, takže Země je značně starší a že jádro má dostatek tepla, aby bylo stále tekuté.
Teorie deskové tektoniky vznikla rozpracováním hypotézy kontinentálního driftu navržené německým geologem Alfredem Wegenerem v roce 1912 a rozšířena v roce 1915 v jeho knize „Původ kontinentů a oceánů“ (Die Entstehung der Kontinente und Ozeane). Wegener předpokládal, že dnešní kontinenty dříve tvořily jednotný kompaktní útvar, který se časem rozpadal na menší desky. Chování kontinentů popisoval jako „ledové kry“ méně hustého granitu (žuly) plovoucí na moři hustšího bazaltu (čediče). Ale bez přesných pozorování a sil dostatečně silných k tomu, aby mohly tento pohyb kontinentů řídit, nebyla teorie všeobecně přijata. V dřívějších představách Země mohla mít pevnou kůru a tekuté jádro, ale zdálo se, že neexistuje žádný způsob, jak by se mohla pevná kůra pohybovat po povrchu. Pozdější výzkumy podporovaly teorii kontinentálního driftu obhajovanou anglickým geologem Arthurem Holmesem, který roku 1920 předpokládal, že rozhraní desek leží pod mořem. V roce 1928 Holmes navrhl, že konvektivní proudy v plášti by mohly být řídící síla těchto procesů způsobující oddalování kontinentů od sebe.
První důkaz pohybu litosférických desek přišel s objevením různé orientace magnetického pole v horninách různého stáří, poprvé publikované na sympoziu v Tasmánii v roce 1956. Nejprve spojováno s možností globální expanze kůry, pozdější spoluprací zapracováno do teorie deskové tektoniky, která předpokládá rozšiřování oceánského dna, jako důsledek výstupu materiálu tvořící nové horniny, ale vyžadující existenci subdukčních zón a transformních zlomů. S poznatky o magnetickém páskování hornin bylo jasné, že Wegenerova teorie kontinentálního driftu byla správná a tak se teorii dostalo všeobecného uznání vědeckou komunitou. Pozdější práce o rozšiřování oceánského dna Harryho Hesse a změně magnetického pole Rona G. Masona, pomohly přesněji popsat procesy, které se odehrávají v místě výstupu magmatu na středooceánských hřbetech a vzniku nové oceánské kůry.
Následně po rozeznání magnetických anomálií projevující se symetrickými, paralelními pruhy o stejné orientaci tvořící mořské dno na obou stranách od středooceánského hřbetu, se stala teorie široce uznávanou. Současně pokrok v seismice umožňující vidět události v a okolo Wadaaati-Benioffovo zóny společně s dalšími geologickými pozorováními brzy podpořily správnost deskové tektoniky a ukázaly, že se s ní dají pochody i předvídat.
Studium hlubokého oceánského dna, které se zrychlilo v 60. letech 20. století v rámci mořské geologie, se stalo klíčovou událostí pro zformování teorie deskové tektoniky. Načež se následně teorie deskové tektoniky v druhé části 60. let 20. století stala všeobecně uznávanou teorií mezi většinou vědců ze všech polí geověd. Stala se revoluční teorií, která pozměnila vědy o Zemi, vysvětlila celou řadu různorodých geologických fenoménů a pomohla lépe pochopit další jevy v oborech jako jsou paleografie a paleobiologie.

Rozpad Pangey na dnešní kontinenty.

## Historie vývoje deskové tektoniky

### Kontinentální drift

Magnetické anomálie na mořském dně.

Viz hlavní článek: Kontinentální drift
Na začátku 20. století publikoval německý meteorolog a geofyzik Alfred Wegener svou teorii kontinentálního driftu, která vysvětlovala vznik kontinentů rozpadem původního superkontinentu Pangea; nově oddělené světadíly poté od sebe navzájem oddriftovaly do dnešních poloh. Tato teorie se zakládala především na kvantitativních pozorováních (některá z nich byla učiněna již dříve např. Francisem Baconem či Benjaminem Franklinem). Wegener založil svoji hypotézu na pozorování výskytu stejných fosílií na území Afriky a Jižní Ameriky, dále na paleo-topografických a klimatologických poznatcích, naznačující spojení těchto dvou kontinentů v historii Země. Nicméně, hypotéze nenabízela vhodné fyzikální vysvětlení a proto byla odmítnuta.
Uznání Wegenerovy práce přišlo až po jeho smrti (zemřel 1930), když v roce 1947 tým vědců pod vedením Maurice Ewinga upravili námořní výzkumnou loď Atlantis v rámci projektu zaštítěného Woods Hole Oceanographic Institution. S její pomocí následně objevili existenci středooceánského hřbetu v centrální části Atlantského oceánu a to, že se oceánské dno skládá z různě mocné vrstvy sedimentů, pod kterými se nachází čedičová vrstva a nikoliv granitová, která tvoří hlavní část kontinentální kůry. Taktéž objevili, že oceánská kůra je značně slabší než kůra kontinentální. Všechny tyto nové poznatky vyvolaly řadu důležitých a podstatných otázek.
Počátkem 50. let 20. století vědci včetně Harryho Hesse a Victora Vacquiera začali používat magnetometr upravený z leteckého zařízení vyvinutého během druhé světové války pro detekci ponorek. Těmito měřeními začali rozpoznávat různé magnetické variace hornin na mořském dně. Toto pozorování, i když ne zcela nečekané, překvapilo vědce, jelikož do té doby se předpokládalo, že bazalty tvořící oceánské dno jsou železem bohaté horniny obsahující silně magnetické minerály jako např. magnetit. Vyšší koncentrace těchto prvků již dříve způsobovaly lokální odchylky v měření kompasem, což bylo objeveno již v druhé části 18. století islandskými námořníky. Důležitějším než odklánění kompasu se ale stala schopnost bazaltů zachovávat si zmagnetizování po utuhnutí z lávy, což poskytlo nový nástroj pro průzkum mořského dna. V době utuhnutí lávy se tak do bazaltů zaznamená orientace magnetického pole v čase vzniku horniny vlivem natočení drobných částic magnetitu a dalších.
Jak bylo mapováno stále větší oblasti oceánského dna v průběhu 50. let 20. století, začalo být jasné, že magnetické variace netvoří nahodilé shluky nebo izolované pruhy zmagnetizovaných hornin, ale namísto toho, že se jedná o pravidelné, dobře rozpoznatelné chování. Když bylo toto magnetické chování zmapováno v širším měřítku, začalo být patrné, že toto páskování připomíná vzhledově pruhy zebry. Střídající se pruhy zmagnetizovaných hornin ležících v pruzích na obou stranách středooceánského hřbetu ukazují, jak v historii docházelo ke změně polarity magnetického pole Země. Pro označení takovýchto sledů hornin se vžilo označení magnetické páskování hornin.
Když vrstvy hornin na jednotlivých kontinentech jsou si velice podobné, naznačuje to, že takové horniny vznikly stejným způsobem a často i na stejném místě. Například některé oblasti Skotska a Irska obsahují horniny, které jsou velice podobné těm, jež byly nalezeny v oblasti Newfoundlandu a v oblasti Nového Brunšviku. Dále Kaledonindy v severní a západní Evropě jsou velice podobné Apalačskému pohoří v Severní Americe a to jak po stránce složení tak i strukturní, když zde proběhl proces tzv. Grenvillského vrásnění.

### Rozpínání mořského dna
Během druhé světové války došlo k prudkému rozvoji námořnictva a také vědeckých technologií. S použitím těchto technologií tak po válce mohla být definitivně potvrzena existence středooceánského hřbetu a byly také zjištěny střídavé (kladné a záporné) rovnoběžné magnetické anomálie na okolním mořském dně. Vysvětlení přišlo v 50. a 60. letech s teorií deskové tektoniky – uprostřed oceánů dochází k tvorbě nové oceánské kůry a ta v sobě uchovává současnou magnetickou orientaci geomagnetického pole. Ta se mění s časem, jak se mění pozice magnetického pólu, a tak vzniká nepravidelný vzorec lineárních magnetických anomálií. Ve skutečnosti nebyla jen podpořena teorie rozpínání mořského dna, ale tato pozorování vedla i k hypotéze přepólování geomagnetického pole.

### Plovoucí kontinenty
Převládající koncept byl, že se pod kontinenty nacházela statická vrstva tvořící jakousi skořápku. Již dříve bylo pozorováno, že kontinentální kůra je tvořena převážně granitem, kdežto oceánská kůra hustším bazaltem. Zdálo se tak, že bazaltová vrstva by mohla ležet i pod kontinenty.
Nicméně, měření olovnicí ukázalo abnormality v odklonu směřování olovnice v blízkosti orogenních kořenů, jako například v Andách v Peru, načež Pierre Bouguer začal předpokládat, že méně hustá horstva musí zasahovat do hustější vrstvy pod nimi. Tento koncept, že hory mají „kořeny“ byl později potvrzen geologem Georgem Airym o století později během jeho výzkumu gravitačního působení Himálaje a seismických studií zaznamenávajících rozdílné hustoty vrstev pod povrchem Země.
V polovině 50. let 20. století zůstávala stále otevřená otázka, jestli orogenní kořeny jsou zanořeny do okolní bazaltové vrstvy, či jestli se vznášejí jako ledové kry. Vznikly tak dva hlavní modely, Airyho model a Prattův model.
V roce 1958 australský geolog Samuel Warren Carey publikoval esej The tectonic approach to continental drift podporující model expandující Země.

### Teorie deskové tektoniky
Významný pokrok byl učiněn v 60. letech 20. století vlivem řady objevů jako například objevením středoatlantského hřbetu. Nejdůležitější publikací se stala práce amerického geologa Harryho Hesse z roku 1962 publikovaná (Robert S. Dietz publikoval stejnou myšlenku dokonce o jeden rok dříve v časopise Nature. Nicméně prvenství patří Hessovi, jelikož již od roku 1960 rozšiřoval svoji nepublikovanou práci na toto téma). Hess předpokládal, že se kontinenty nepohybují po oceánské kůře, jak bylo předpokládáno u kontinentálního driftu, ale že se oceánské pánve pohybují společně s kontinenty na stejné desce. Ve stejném roce Robert R. Coats z americké geologické služby popsal hlavní útvary subdukce ostrovního oblouku v oblasti Aleutských ostrovů. Ve své době byla jeho publikace zesměšňována a vzbudila jen malý zájem, ale později se jí dočkalo značného uznání. V roce 1967 W. Jason Morgan navrhl, že se povrch Země skládá z 12 pevných desek, které se vůči sobě pohybují. O dva měsíce později v roce 1968 Xavier Le Pichon publikoval kompletní model zemského povrchu obsahující 6 hlavních desek s jejich relativními pohyby.

#### Vysvětlení magnetického páskování

Ukázka vzniku magnetického páskování (čím tmavší pruhy jsou, tím blíže mají k normální polaritě)

Objevení magnetického páskování rozprostřeného symetricky kolem hřebenů středooceánských hřbetů naznačovalo, že jsou tyto dva fenomény spolu nějak spojeny. V roce 1961 vědci začali teoretizovat, že středooceánské hřbety označují strukturně slabé zóny, kde oceánské dno je rozlomeno na dvě dlouhé části podél středového hřebenu. Nové magma vystupující z hloubky Země vystupuje snadno skrze tuto oslabenou zónu a případně se vylévá ve formě lávy na mořské dno podél hřbetu, čímž vytváří novou oceánskou kůru. Tento proces, později nazýván rozpínání mořského dna, probíhá po mnoho miliónů let nepřetržitě na oceánském dně v délce okolo 50 000 km okolo středooceánských hřbetů. Tato hypotéza byla podpořena několika důkazy:
1. hřbet či v jeho blízkosti se nacházejí velice mladé horniny a jejich stáří narůstá směrem od hřbetu
2. nejmladší horniny hřbetu vykazují vždycky dnešní (normální) polaritu magnetického pole
3. pásy hornin rovnoběžné s hřbetem se střídají v magnetické polaritě (normální–reversní–normální atd.) naznačující, že se magnetické pole Země přepólovávalo v historii mnohokrát.[24] Vysvětlením zebrovitého páskování polarity hornin a procesy odehrávajícími se na středooceánských hřbetech se hypotéza rozpínajícího se oceánského dna rychle dočkala řady zastánců a stala se důležitým prvkem ve vývoji deskové tektoniky. Kromě toho, oceánská kůra se považuje za záznamové médium schopné zaznamenat historii přepólovávání magnetického pole planety.

#### Objevení subdukce
Podstatným důsledkem rozpínání oceánského dna je, že docházelo a dochází neustále ke vzniku nové oceánské kůry podél středooceánských hřbetů. Tento názor našel velikého ohlasu mezi vědci, jako například S. Warrenem Carey, kteří předpokládali, že toto rozpínání oceánského dna a pohyb kontinentů může být nejsnáze vysvětleno velkým nárůstem velikosti Země od dob svého vzniku. Nicméně, tato hypotéza expandující Země byla neuspokojující, jelikož nenabízela žádné vysvětlení pomocí známého mechanismu pro takto dramatické zvětšování objemu Země. Podobně, pozorování Měsíce nepřinesla žádné důkazy o tom, že by se za poslední tři miliardy let zvětšil. Zůstala tak otázka, jak je možné, aby se tvořila nová oceánská kůra bez toho, aby se Země zvětšovala.
Tato otázka zaujala Harryho Hesse, geologa z Princeton University a námořního admirála, společně s Robertem Dietzem z USGS, který jako první použil termín rozšiřování mořského dna. Dietz a Hess byli mezi malou hrstkou vědců, kteří skutečně rozuměli širokým důsledkům vyplývajících z rozšiřování mořského dna. Hess předpokládal, že pokud dochází k rozšiřování oceánské kůry podél hřbetů, musí někde docházet k jejímu ponořování. Dále předpokládal, že nově vzniklá oceánská kůra se od hřbetů bude neustále šířit dál postupným pohybem. Po několika miliónech let se vzniklá oceánská kůra dostane do oblastí hlubokomořských příkopů, které tvoří velmi hluboké kaňony obepínající Tichý oceán. Hess si myslel, že Atlantský oceán se zvětšuje od doby, kdy se začal Tichý oceán ponořovat a tedy zmenšovat. Mělo docházet k tomu, že jak by byla stará oceánská kůra tavena v příkopech, nové magma by se dostávalo na povrch a způsobovalo rozšiřování oceánského dna a formování nové kůry. Z tohoto důvodu Hess předpokládal, že oceánské pánve jsou neustále recyklovány. Tento koncept navržený Hessem tak umožňoval vysvětlit, proč se Země nezvětšuje, i když se oceánská kůra neustále vytváří, proč je mocnost sedimentů na oceánském dně a proč jsou oceánské horniny značně mladší než horniny z kontinentů.

#### Mapa zemětřesení
Během 20. století zlepšení a větší používání seismických přístrojů jako například seismografu umožnilo vědcům zjistit, že zemětřesení se nevyskytují na povrchu Země nahodile, ale že výskyt je soustředěn do specifických oblastí, většinou okolo hlubokomořských příkopů a středooceánských hřbetů. V druhé polovině 20. let 20. století seismologové začali rozpoznávat několik hlavních zemětřesných zón rovnoběžných s příkopy, které byly většinou ukloněny 40 až 60° od vodorovné roviny a táhnoucí se několik stovek kilometrů do zemského nitra. Pro tyto zóny se vžilo označení Wadati-Benioffova zóna, na počest dvou seismologů, kteří je jako první rozpoznali: Kiyoo Wadati z Japonska a Hugo Benioff z USA. Studování globálního výskytu zemětřesení se výrazně rozrostla na počátku 60. let 20. století se založením celosvětové seismologické sítě známé jako Worldwide Standardized Seismograph Network (WWSSN). Síť vznikla jako odpověď na zákaz experimentálních podzemních jaderných explozí z roku 1963. Síť tak umožnila mapovat a sledovat zemětřesení celosvětově a objevit, že většina zemětřesení je lokalizována na hranicích tektonických desek.

## Význam pro biogeografii
Teorie kontinentálního driftu pomohla biogeografům vysvětlit dnešní biogeografické rozšíření různých forem života, který se dá pozorovat na různých kontinentech, ale mající jasné společné předky.

## Klíčové principy
Vnější vrstvy Země jsou rozděleny na litosféru a astenosféru. Toto dělení je založeno na rozdílech v mechanických vlastnostech a na způsobu dominantního způsobu přenosu tepla. Litosféra je chladnější a pevnější, kdežto astenosféra je teplejší a tudíž snáze teče (chová se duktilně viz duktilita). Z pohledu přenosu tepla je dominantní proces u litosféry kondukce, kdežto u astenosféry je to taktéž přenos tepla konvekcí a taktéž má téměř adiabatický teplotní gradient. Toto členění ale neodpovídá chemickému členění vrstev v plášti (zahrnující jak astenosféru a část litosféry) a kůry. Část pláště může být částí litosféry či astenosféry v rozdílných časech, v závislosti na jejich teplotě a tlaku.
Klíčový princip deskové tektoniky je, že litosféra se skládá z oddělených a jasně rozlišitelných litosférických desek, které plavou na viskoelastickém podkladu v podobě astenosféry. Rychlost pohybu se obvykle pohybuje mezi 10 až 40 mm/rok na Středoatlantickém hřbetě (což je přibližně rychlost růstu lidských nehtů) až k rychlosti 160 mm/rok v případě desky Nazca (odpovídající přibližně rychlosti růstů vlasů).
Tektonické desky tvořící litosféru jsou dvojího základního typu: oceánská kůra tvořená hlavně křemíkem a hořčíkem, z čehož pramení starší název „sima“ a kontinentální kůra tvořená hlavně křemíkem a hliníkem, starší název „sial“. Průměrná tloušťka litosféry pod oceánem je okolo 100 km, ale platí, že její tloušťka se zvyšuje se stářím oceánské kůry. Čím je kůra starší, tím více ztratila tepla kondukcí, čímž došlo k jejímu ztluštění. Jelikož oceánská kůra vzniká na středooceánských hřbetech a dále se šíří od nich, je tloušťka závislá i na vzdálenosti od hřbetu. V místě vzniku oceánské kůry je litosféra pouze okolo 6 km mocná, v místě subdukce může dosahovat mocnosti až 100 km. Litosféra pod kontinenty je typicky okolo 200 km mocná, ale tato hodnota je taktéž různorodá v závislosti na pánvích, pohořích, stabilních kratónech atd. Mimo litosféry jsou rozdíly i mezi mocnostmi oceánské a kontinentální kůry. Oceánská kůra je v průměru pouze 6 km mocná, kdežto kontinentální okolo 35 km.
Místo, kde se dvě desky setkávají, se nazývá „deskové rozhraní“ a tato místa jsou většinou spojena s výskytem geologických událostí jako například zemětřeseními a vznikem topografických útvarů jako jsou pohoří, sopky, středooceánské hřbety a hlubokomořské příkopy. Většina aktivních sopek na Zemi se nachází v okolí deskových rozhraní okolo Pacifické desky a tato oblast je známa jako Ohnivý kruh
Tektonické desky se mohou skládat z kontinentální či oceánské kůry a mnoho desek je složena z obou druhů. Například Africká deska je tvořena kontinentální kůrou a na okrajích se nachází části oceánské kůry tvořící Atlantský a Indický oceán. Rozdíl mezi oceánskou a kontinentální kůrou je založen na způsobu jejich vzniku. Oceánská kůra vzniká v místech rozšiřování oceánského dna, kdežto kontinentální kůra vzniká vulkanismem oblouků a následnou akrecí teránů pomocí tektonických pochodů, i když některé tyto terány mohou obsahovat sekvence ofiolitů. Ofiolity tvoří oceánskou kůru, ale příležitostně mohou opustit obvyklý cyklus, kdy zanikají v subdukčních zónách. Oceánská kůra je taktéž hustší než kontinentální kůra vlivem rozdílného složení. Oceánská kůra je hustší, protože je tvořena menším zastoupením křemíku a vyšší koncentrací mafických prvků vůči kontinentální kůře, která obsahuje větší zastoupení felsických prvků. Jako výsledek této hustotní rozdílnosti je oceánská kůra většinou pod hladinou moře, kdežto kontinentální kůra nad hladinou moře.

## Typy deskových rozhraní

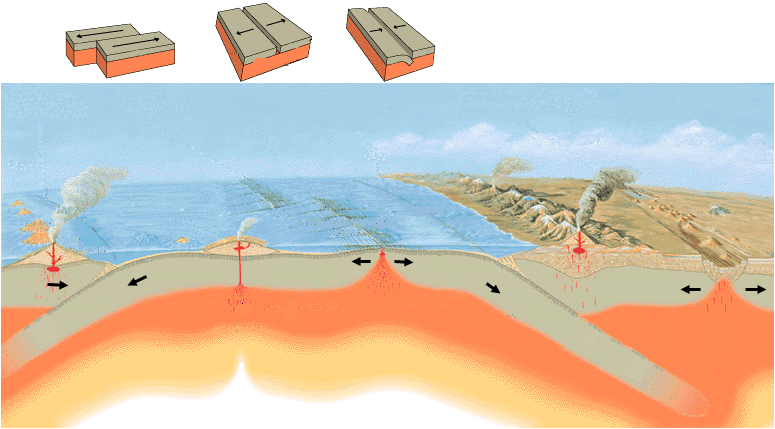
Projevy deskové tektoniky – rozpínání oceánského dna a kontinentální drift, subdukce a vulkanismus či oceánské horké skvrny

Existují tři typy rozhraní litosférických desek, které jsou charakterizovány v závislosti na tom, jak se desky vůči sobě pohybují. Jsou spojeny s rozdílným typem povrchového fenoménu. Tyto typy jsou:
1. Transformní rozhraní nastává tehdy, když se dvě desky pohybují či prokluzují podél transformního zlomu, tedy podél sebe. Relativní pohyb dvou pohybujících desek pak může být buď dextrální (pravostranný z pohledu pozorovatele) či sinistrální (levostranný z pohledu pozorovatele). Typickým příkladem transformního zlomu je San Andreas v Kalifornii, který je dextrální.
2. Divergentní rozhraní nastává tehdy, když se dvě desky pohybují od sebe. Příkladem takovéhoto rozhraní jsou středooceánské hřbety (např. středoatlantický hřbet) či aktivní zóny riftingu jako například Velká příkopová propadlina v Africe.
3. Konvergentní rozhraní (či aktivní okraje) nastává tehdy, když se dvě desky pohybují proti sobě, čímž vzniká buď subdukční zóna (když se jedna deska zasunuje pod druhou) nebo kontinentální kolize (když se srazí dvě kontinentální desky). Hluboké hlubokomořské příkopy jsou typickým doprovodným jevem subdukčních zón. Subdukující se deska obsahuje velké množství vodou bohatých minerálů, která se po zahřátí desky začne uvolňovat, což způsobí pokles teploty solidu a následnému tavení subdukující desky ústící ve vulkanickou činnost. Typickým příkladem subdukční zóny je pásemné pohoří Andy v Jižní Americe.

## Řídící síly pohybu desek
Tektonické desky jsou schopny se pohybovat vlivem relativní hustoty oceánské kůry a relativní slabosti astenosféry. Jako zdroj energie řídící deskovou tektoniku se považuje transport tepla z pláště. Současný pohled předpokládá, i když je částečně předmětem stále probíhajících debat, že zanořování oceánské kůry v subdukčních zónách vlivem narůstající hustoty subdukující desky je hlavním zdrojem energie pohybu desky. Když oceánská kůra vzniká na středooceánském hřbetě, je nově vzniklá oceánská kůra méně hustá než podložní vrstva astenosféry, ale s narůstajícím věkem kůry dochází i k nárůstu hustoty, jak dochází postupně kondukcí ke chladnutí desky a k jejímu ztlušťování. Větší hustota staré kůry způsobuje, že astenosféra časem umožní ponoření staré kůry hlouběji do pláště v subdukčních zónách. Slabost astenosféry umožňuje tektonické desce se snadno pohybovat k subdukční zóně. Nicméně se věří, že hlavní silou řídící pohyb desek je subdukce, ale je nutno brát na zřetel, že to není jediná síla, která pohyb desek způsobuje a například Severoamerická deska se pohybuje, aniž by někde docházelo k její subdukci. Obdobně je na tom Eurasijská deska. Pochopení procesů, vedoucí k pohybu desek, jsou tak stále předmětem intenzivních výzkumů mezi geology.
Dvou a tří dimensní snímkování vnitřní stavby Země pomocí seismické tomografie ukazuje, že v plášti existují sestupně vrstvy, ve kterých se mění hustota materiálu. Tyto rozdílnosti v hustotě mohou být způsobeny rozdílným chemismem, mineralogickým složením nebo teplotně v podobě teplotní roztažnosti látek. Projevem této členitosti v hustotách je plášťová konvekce způsobená rozdílností v hustotách a tudíž vztlakem. Jak plášťová konvekce přímo i nepřímo pomáhá pohybu litosférických desek je předmětem vědeckých debat. Dále se uvažuje, že jsou další dvě síly působící na pohybující se desku. Jsou jimi tření a gravitace.
Plášťový chochol hraje roli v deskové tektonice. Za tektonikou by tak mohla být Theia.

### Tření
Bazální třeníobrovské konvektivní proudy ve svrchním plášti jsou přenášeny přes astenosféru; pohyb je řízen třením mezi astenosférou a litosférou
Nasávání deskymístní konvektivní proudy způsobují ponořování desky do větší hloubky vlivem sestupných proudů v konvektivní buňce. Tento proces může nastat geodynamických prostředích, kde basální trakce pokračuje v působení na desku ponořující se do pláště.

### Gravitace
Gravitační skluz/sliding: pohyb oceánské litosféry je způsoben vyšší topografickou výškou v místě středooceánských hřbetů, kde dochází ke vzniku litosféry. Jak oceánská litosféra vznikne, začne pozvolna chladnout. Čím více vychladne, tím je hustší a mocnější. Studená oceánská litosféra je výrazně hustší než teplý plášťový materiál, ze kterého vznikla. S nárůstem mocnosti a hustoty se tak pomalu začne zanořovat do pláště ve snaze kompenzovat vyšší zatížení. Výsledkem je mírný boční skluz oceánské litosféry s rostoucí vzdáleností od středooceánského hřbetu.
Tato síla se obvykle v geofyzikální komunitě a v geologické literatuře nazývá jako tzv. „ridge-push“. Toto označení vychází z toho, že deska je tlačena od místa vzniku dalšími výlevy magmatu. Více přesné je však označovat tuto sílu jako gravitační skluz, jelikož topografie desky může být různá v různých částech desky a ne všude musí být deska odtlačována. Jako příklad míst, kde se odtlačování může změnit, jsou:
1. Flexurální vyklenutí litosféry před tím, než se deska zanoří jako důsledek ohnutí desky. Tímto procesem dochází ke vzniku jasné pozitivní topografické anomálie, které může různě výrazně ovlivnit celkovou topografii desky.
2. Plášťové chocholy jsou schopné taktéž výrazně změnit topografii oceánského dna.
Táhnutí desky (či často jako „Slab pull“) je pohyb desky způsobovaný váhou ponořující se desky, která stahuje sebou celou desku. Studená subdukující deska je těžší než okolní plášťový materiál, a proto klesá, i přes působení vztlakové síly působícího okolního materiálu. Existuje mnoho důkazů, že v plášti probíhá konvektivní proudění v určitém měřítku. Výstup materiálu na středooceánských hřbetech je téměř jasně způsobeno právě tímto pohybem. Některé dřívější modely deskové tektoniky předpokládaly, že litosféra klouže na vrcholcích těchto konvektivních buněk. Nicméně většina vědců dnes věří, že astenosféra není dostatečně silná k tomu, aby přímo způsobila pohyb kvůli tření na bazálních plochách. Proto se věří, že právě táhnutí desky (slab pull) je hlavním důvodem, proč se deska pohybuje. Dnešní modely naznačují, že další významnou úlohu hraje tzv. „trench suction“ (nasávání desky), který se odehrává v plášti nad subdukující deskou. Nicméně je potřeba zmínit, že například Severoamerická deska se pohybuje i bez toho, aniž by někde byla subdukována, stejně tak i Africká, Euroasijská a Antarktická deska.

### Vnější síly
Podobně jako při proudění mořské vody a atmosféry hraje určitou roli při pohybu litosférických desek vliv ostatních vesmírných těles a to hlavně Měsíce a Slunce. Ty mají tendenci brzdit pohyby Země z východu na západ, čímž mohou podporovat složku pohybu desek, které směřuje na západ. Ve studii publikované v roce 2006 skupina italských a amerických vědců argumentovala, že západní komponenta pohybu každé desky je ovlivňována zemskou rotací a působením Měsíce. Podstata práce spočívala v tom, že jak se Země točí východním směrem, působí Měsíc proti tomuto pohybu a svojí gravitací táhne částečně desky k západu. Autoři se pokusili vysvětlit svým závěrem i neexistenci deskové tektoniky na Marsu a Venuši, ale obecně tato myšlenka nebyla geology přijata. Slapová síla z působení Měsíce a Slunce přesto může zdroj pohybu vysvětlit.
Mezi další síly, které působí na pohyb tektonických desek, se řadí Coriolisova síla, která se pokouší všechny horizontální proudění stáčet na západ a odstředivá síla, která působí úbytek hmoty v oblasti pólů. Pro tyto geologické pochody je však (stejně jako odstředivá síla) zanedbatelná.

### Relativní význam každého mechanismu

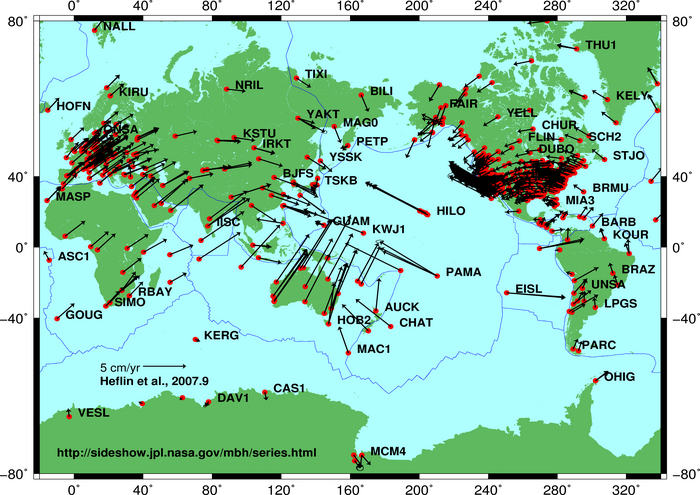
Pohyby desek založené na měření GPS, satelitní data z NASA. Vektory ukazují směr a velikosti pohybů.

Aktuální vektor deskových pohybů musí nutně být funkcí všech sil, které na desku působí. Nicméně zůstává problém rozeznat, jak přispěl každý člen pohybů k výslednému pohybu. Rozdílnost mezi deskami, jak po stránce složení, rozhraní či topografie se musí projevovat i na síle a směru pohybu desky. Bylo například zjištěno, že subdukující se deska pohybuje značně rychleji než deska, která se nesubdukuje. Jedná se například o Pacifickou desku, která je obklopena subdukčními zónami. Ve srovnání s oblastí Atlantiku, kde se subdukční zóny nenachází, se pohybuje značně rychleji. Předpokládá se, že to je spojeno se silou ponořující se desky, která by měla stahovat desku rychleji do hloubky a tak přispívat k jejímu celkovému pohybu.
Nicméně řídící síly deskových pohybů jsou stále předmětem debat a výzkumů geofyzikální komunity.

## Projevy deskové tektoniky
V současné době můžeme pozorovat důsledky deskové tektoniky velmi jednoduše – stačí přesné zařízení GPS nebo jiného pozičního systému a mohou být přímo měřeny roční rychlosti vzdalování se kontinentů. Další příležitost k pozorování představují tzv. rifty, jeden z nich se nachází na území Afriky, kde v budoucnu vznikne zřejmě nový oceán a Somálský poloostrov s územím východní Afriky se oddělí od celého kontinentu.
Desková tektonika je také hlavním původcem velkoškálových tektonických jevů jako jsou zemětřesení, sopečná činnost (vznik sopečných nebo ostrovních oblouků nad subdukovanou deskou, pásemných pohoří nebo řetězů vyhaslých sopek odsunutých od horkých skvrn. Na druhou stranu se všemi svými důsledky je možná desková tektonika také jedním z faktorů, který umožnil na Zemi vznik života (jeden z faktorů habitability).

## Tektonické desky v současnosti

### Velké desky
V závislosti na tom, jak jsou definovány se vyčleňuje nejčastěji sedm až osm hlavních desek:
- Pacifická
- Severoamerická
- Jihoamerická
- Eurasijská
- Africká
- Indo-australská deska, někdy rozdělená na:
  - Indická
  - Australská
- Antarktická

### Malé desky
Existují desítky malých desek, sedm největších je vypsaných níže:
- Nazca
- Kokosová
- Filipínská
- Arabská
- Juan de Fuca
- Karibská
- Scotia

### Pohyb
Pohyby litosférických desek v minulosti způsobovaly vzniky a rozpady kontinentů v průběhu času, včetně občasného formování superkontinentu, který se skládal z většiny tehdy existující pevniny. Jednalo se například o superkontinent Rodinie, který vznikl přibližně před 1 miliardou let a obsahoval většinu tehdejších kontinentů. K rozpadu Rodinie došlo přibližně před 600 milióny let. Vzniklo tak osm kontinentů, které se později spojily do dalšího superkontinentu nazvaného Pangea. Ta se časem rozpadla na dva kontinenty Laurasii (skládající se ze Severní Ameriky a Eurasie) a Gondwanu (skládající se ze zbylých kontinentů).

## Deskové rekonstrukce
Rekonstrukce pozice tektonických desek se využívá pro určení pozice desek v minulosti, ale i pro odhad budoucích pohybů desek. Určování zpětné pozice desek a případné rekonstrukce dříve existujících superkontinentů pomáhá paleogeografii.

### Definice deskových hranic
Současné deskové hranice jsou snadno rozpoznatelné na základě seismických pozorování. Historické hranice desek se určují na základě různých hornin, například spojených s existencí oceánské kůry jako v případě ofiolitů.

### Pohyby desek v minulosti
Různorodá řada kvantitativních a semi-kvantitativních informací jsou k dispozici rekonstruovat minulé pohyby desek. Například podobnost mezi pobřežími jednotlivých kontinentů jako v případě Afriky a Jižní Ameriky jsou i nadále důležité náznaky dřívější spojitosti. Magnetické páskován hornin poskytuje spolehlivého průvodce pohybu desek zpětně až do období jury. Horké skvrny vytvářející řetězce ostrovů (například Havajské ostrovy) umožňují absolutní rekonstrukce, ale pouze zpětně k období křídy. Starší rekonstrukce jsou založeny na datech paleomagnetického pole, které pouze dovolují určit zeměpisnou šířku, ale nikoliv zeměpisnou délku. Dodatečné důkazy pochází z distribuce určitých sedimentárních hornin, rozšíření stejných fosílií a pozicí orogeních pásů.

## Alternativy k deskové tektonice
Nedlouho po svém vzniku byla desková tektonika přijata většinou odborné veřejnosti, přestože někteří badatelé, poukazovali na regionální odchylky od globálního konceptu, které podle nich tuto teorii vyvrací. I přes tyto rozpory se ale teorie rozšířila ve vědeckém světě a je v současnosti většinou považována za správnou.
Skupiny odpůrců deskové tektoniky stále existují a nabízí několik alternativních teorií. Konkurenční hypotézy, jako je třeba teorie expandující Země nebo teorie jejího smršťování v důsledku chladnutí nebyly ale širší odbornou veřejností akceptovány.

## Desková tektonika na jiných tělesech
Přítomnost deskové tektoniky na terestrických planetách je spojená s hmotností planety. Očekává se, že na planetách hmotnější než Země budou desková tektonika probíhat. Země tak může být hraničním případem, z důvodu přítomnosti tektonických pochodů způsobených dostatkem vody. Existuje studie, která tvrdí, že kontinenty jsou výtvory organismů.

### Venuše
Přestože je Venuše v mnoha ohledech Zemi velmi podobná, povrchová geologie je výrazně odlišná – povrch se podobá spíše bazaltickému mořskému dnu a postrádá kontinenty (dva vyvýšené útvary Ishtar Terra a Aphrodite Terra nejsou zřejmě chemicky odlišné od zbytku povrchu). Přesto některé studie zvažují alespoň částečnou subdukci kůry v oblasti tzv. korón (např. obří Artemis Chasma s průměrem ~800 km).
V současnosti Venuše neukazuje žádné známky aktivní deskové tektoniky, ale vedou se diskuse o poznatcích, že ve vzdálené historii planety se aktivní tektonické pochody mohly na planetě nacházet. Nicméně pochody, které se odehrály po vzniku planety (jako například pravděpodobná a všeobecně přijímaná hypotéza, že litosféra Venuše rychle ztloustla během několika stovek miliónů let), znemožnily jasnou interpretaci geologických záznamů. Množství dobře zachovaných impaktních kráterů na povrchu Venuše umožnilo využít metodu známou jako počítání množství kráterů pro určení absolutního stáří povrchu. Výsledky počtů naznačují, že většina povrchu Venuše je stará 500 až 750 miliónů let (i když jiné výpočty naznačují věk okolo 1,2 miliardy let). Věk ukazuje, že povrch Venuše je relativně mladý a že během historie planety došlo minimálně jednou k celkovému vulkanickému přetvoření povrchu. Proces umožňující vznik a únik takového množství tepla je stále předmětem vědeckých debat, ale někteří vědci zastávají názor, že se jednalo o určitý styl deskové tektoniky.
Jedno z vysvětlení absence deskové tektoniky na povrchu Venuše je to, že teploty jsou příliš vysoké pro možnost existence významnějšího množství vody. Kůra Země je prosycena vodou, která pak hraje významnou roli ve vývoji střižných zón. Desková tektonika vyžaduje slabé oblasti v kůře, po kterých by se mohly korové bloky pohybovat. Je tak možné, že tyto slabé zóny se na Venuši nikdy nevyvinuly kvůli nepřítomnosti vody. Nicméně, existence či neexistence deskové tektoniky na Venuši v minulosti je stále předmětem vědeckých debat.

### Mars
Mars je značně menší než Země či Venuše a nachází se zde důkazy pro existenci ledu na jeho povrchu i pod povrchem. Na počátku 90. let 20. století bylo na základě dat z automatických sond navrženo, že Mars kdysi měl deskovou tektoniku a rozhraní marsovské dichotomie tvořilo rozhraní mezi oceánskou a pevninskou kůrou. Tato teorie byla později vyvrácena detailní analýzou navrhovaného pobřeží na snímcích sondy Mars Global Surveyor – ta ale také přinesla měření magnetizace kůry v oblasti jižních vysočin Marsu, která se nápadně podobají alternující magnetizaci rozpínajícího se mořského dna. Není pravděpodobné, že by v této části planety docházelo k rozpínání a tvorbě nové kůry, nicméně tato měření se považují za jeden z důkazů, že Mars měl v dávné minulosti globální magnetické pole a možná i deskovou tektoniku, jejíž stopy jsou dnes už překryty. Modelování termální evoluce planety ovšem naznačuje, že pozorovaná gravitační, topografická i magnetická data lze jednodušeji vysvětlit jednodušším jednodeskovým modelem bez přítomnosti deskové tektoniky.
V dnešní době vědci nesouhlasí a věří, že magnetické anomálie vznikly spíše upwellingem (výstupem) materiálu v marsovském plášti, který vedl ke ztluštění kůry v oblasti Southern Highlands a vzniku oblasti Tharsis nebo obrovským impaktem, který vytvořil Severní nížiny.
Pozorování založené na měření magnetického pole Marsu sondy Mars Global Surveyor z roku 1999 ukázala magnetické páskování hornin i na této planetě. Někteří vědci pro vysvětlení vzniku páskování vyžadovali existenci procesy deskové tektoniky jako rozšiřování mořského dna. Nicméně data neobstály během testu nazvaného „magnetic reversal test“, který se používá pro zjištění, jestli horniny byly vytvořeny v dobách obrácené magnetické polarity planetárního pole.

### Ledové satelity
Na některých ledových satelitech obíhajících Jupiter a Saturn je pozorována endogenní aktivita včetně procesů připomínajících tektonické jevy na Zemi – žádná pozorování ale zatím nenasvědčují tomu, že by na nich fungovala přímá obdoba deskové tektoniky.

### Titan
Bylo hlášeno, že Titan, největší měsíc Saturnu, ukazuje známky tektonických procesů na snímcích přistávacího modulu Huygens, která přistála na povrchu Titanu 14. ledna 2005.

### Exoplanety
Věří se, že mnoho exoplanet má deskovou tektoniku formující jejich povrch. Na exoplanetách o velikosti Země se bude desková tektonika pravděpodobně vyskytovat, pokud bude na jejich povrchu přítomen oceán vody. Na místo toho na větších planetách tzv. super-Zemích se bude nacházet i bez přítomnosti vody. Desková tektonika však nemusí být pro život důležitá.